# 普拉達島
普拉達島（英語：Pladda）是蘇格蘭的島嶼，位於克萊德灣，鄰近阿倫島。1990年，島上的普拉達燈塔改為自動無人看守燈塔，同時掛牌出售。2022年以350000英鎊再次掛牌出售。現在島上沒有定居者並由Derek Morten和Sally Morten私人擁有。

## 外部連結
- 普拉達島的即時影像